# Afrotyphlops obtusus
Afrotyphlops obtusus – gatunek węża z rodziny ślepuchowatych (Typhlopidae).
Gatunek ten osiąga maksymalnie wielkość 37 cm. Ciało na grzbiecie jest koloru ciemnobrązowego.
Występuje na terenie Zimbabwe, Malawi i Mozambiku w Afryce Południowej.